# Moțca
Moțca est une commune roumaine située dans le județ de Iași.